# Sommerbiathlon-Weltmeisterschaften 2020
Die Sommerbiathlon-Weltmeisterschaften 2020 hätten vom 19. bis zum 23. August 2020 in der Chiemgau-Arena in Ruhpolding stattfinden sollen.
Am 7. Juni 2020 teilte die Internationale Biathlon-Union mit, dass die Wettkämpfe ersatzlos gestrichen werden. Hintergrund war ein in Deutschland wegen der Corona-Pandemie erlassenes Verbot für Großveranstaltungen bis mindestens zum 31. August 2020. Der Deutsche Skiverband und das Organisationskomitee in Ruhpolding hatten im Vorfeld auch eine Verschiebung der Wettkämpfe auf einen späteren Termin geprüft, wegen der bestehenden Unsicherheiten aber auf diesen Schritt verzichtet.
Der Deutsche Skiverband und das Organisationskomitee in Ruhpolding beschlossen jedoch, sich für die Austragung der Sommerbiathlon-WM 2022 zu bewerben. Diese fanden schlussendlich auch in Ruhpolding statt.

## Zeitplan
| Datum            | Männer | Männer                             | Frauen | Frauen                                |
| ---------------- | ------ | ---------------------------------- | ------ | ------------------------------------- |
| 20. August (Do.) | 10:30  | Sprint Junioren                    | 12:45  | Sprint Juniorinnen                    |
| 20. August (Do.) | 15:00  | Sprint Senioren                    | 17:45  | Sprint Seniorinnen                    |
| 21. August (Fr.) | 11:00  | Qualifikation Supersprint Junioren | 13:00  | Qualifikation Supersprint Juniorinnen |
| 21. August (Fr.) | 15:30  | Finale Supersprint Junioren        | 16:00  | Finale Supersprint Juniorinnen        |
| 22. August (Sa.) | 11:00  | Qualifikation Supersprint Senioren | 13:00  | Qualifikation Supersprint Seniorinnen |
| 22. August (Sa.) | 15:25  | Finale Supersprint Senioren        | 16:00  | Finale Supersprint Seniorinnen        |
| 23. August (So.) | 10:30  | Verfolgung Junioren                | 12:30  | Verfolgung Juniorinnen                |
| 23. August (So.) | 15:35  | Verfolgung Senioren                | 17:35  | Verfolgung Seniorinnen                |

Alle Startzeiten in MEZ.